# Авдеев, Герасим Иванович
Гера́сим Ива́нович Авде́ев (16 ноября 1925, Пирожки, Уральская область — 20 февраля 1992, Курган) — советский конструктор, ведущий инженер Курганского машиностроительного завода имени В. И. Ленина, лауреат Государственной премии СССР, участник Великой Отечественной войны, старший лейтенант.

## Биография
Герасим Иванович Авдеев родился 16 ноября 1925 года в деревне Пирожки Колмогоровского сельсовета Каргапольского района Шадринского округа Уральской области. Решением Курганского облисполкома № 525 от 30 декабря 1987 года деревня Пирожки исключена как сселившаяся. Ныне территория деревни входит в Каргапольский муниципальный округ Курганской области.
15 февраля 1943 года был призван Каргапольским РВК в Рабоче-крестьянскую Красную Армию. Участвовал в Великой Отечественной войне с 20 августа 1943 года, был командиром отделения автоматной роты 706-го стрелкового полка  204-й стрелковой дивизии 39 армии. 4 октября 1943 года был легко ранен в левую руку, а 22 декабря 1943 года под Витебском получил тяжёлое ранение в лицо с повреждением нижней челюсти и в правое плечо. Участвовал во взятии Кёнигсберга. После окончания войны старший сержант Г. И. Авдеев продолжил службу в Северной группе войск, а с 25 июня 1945 года — в Группе советских оккупационных войск в Германии.
В 1947 году демобилизовался и поступил в Шадринский автомеханический техникум. После его окончания в 1950 году работал инженером-конструктором отдела главного конструктора Шадринского автоагрегатного завода им. И. В. Сталина, затем инструктором Шадринского горкома ВКП(б).
В 1952—1953 годах служил в Военно-Морском флоте СССР.
С 1953 по 1957 годы работал на Шадринском автоагрегатном заводе начальником КЭЦ, ведущим конструктором, начальником СКБ, заместителем начальника завода.
С 1957 года — на Курганском машиностроительном заводе: начальник бюро, ведущий инженер.
В 1964 году окончил Курганский машиностроительный институт по специальности «Инженер-механик».
Под его руководством в начале 1970-х годов проведена опытно-конструкторская работа по созданию боевого отделения боевой машины пехоты (БМП-2) с двухместной башней. В 1981 году на Курганском машиностроительном заводе имени В.И. Ленина освоено её серийное производство.
Был избран секретарём и членом партийного бюро, был членом комиссии по качеству при парткоме завода, членом НТО и ВОИР.
Получил 19 авторских свидетельств на изобретения.
Герасим Иванович Авдеев умер 20 февраля 1992 года в городе Кургане Курганской области.

## Награды
- Государственная премия СССР, за разработку и освоение в серийном производстве БМП-2.
- Орден Отечественной войны I степени, 6 ноября 1985 года[5]
- Орден Красной Звезды, 6 ноября 1947 года[6]
- Медаль «За отвагу», 31 октября 1943 года[7]
- Медаль «За боевые заслуги», 10 июля 1944 года[8]
- Медаль «В ознаменование 100-летия со дня рождения Владимира Ильича Ленина»
- Звание «Лучший конструктор» Министерства оборонной промышленности СССР